# 圣马丁德巴尔韦尼
圣马丁德巴尔韦尼（西班牙語：San Martín de Valvení）是西班牙卡斯蒂利亚-莱昂巴利亚多利德省的一个市镇。总面积58平方公里，总人口101人（2001年），人口密度2人/平方公里。